# La Verdad
|  | Pel que fa a la publicació reusenca de 1868, vegeu La Verdad (setmanari). |

La Verdad és un periòdic espanyol d'àmbit regional de la Regió de Múrcia. La seua primera edició va aparèixer l'1 de març de 1903 i actualment pertany al primer holding de premsa diària de l'Estat espanyol, el Grup Vocento.
El seu abast va sobrepassar la Regió de Múrcia, sent un diari amb presència a les comarques d'Alacant durant 53 anys fins que el gener de 2017 va tancar les seues edicions del Baix Segura, Elx i Alacant.

## Inicis

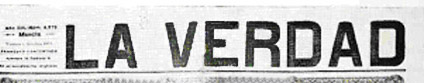
Capçalera del diari La Verdad a principis del.

Este periòdic, fundat amb diners de la diòcesi de Cartagena i dels seus feligresos, apareix en una Múrcia envoltada per enfrontaments religiosos impulsats per l'aleshores degà de la catedral de Múrcia, José María Molina, i un grup de sacerdots i de seglars catòlics.
S'inicià sota la direcció de Meinardo Sánchez de los Ríos, un periodista arribat des de Madrid que va durar poc menys d'onze dies, i de Nicolás Ortega Pagán, acompanyats en la redacció de Ponce de León, Francisco Frutos Valiente, posteriorment bisbe de Jaca i Salamanca i Comissari Delegat de la Junta de Govern, Juan Bautista Luis Pérez, qui després fou Bisbe d'Oviedo.
La seua redacció estava integrada pel director i tres redactors. José Mejías (coadjutor de Santa Eulalia), Juan Hernández (rector de Puebla de Soto), Juan Bautista Luis Pérez, doctoral i posterior bisbe d'Oviedo, entre d'altres, formaren part de la seua història.

## Orientació ideològica
El nou diari, que es confessava obertament catòlic, hauria de competir amb altres ja assentats, com El Liberal d'orientació anticlerical. D'ells i d'un ambient en què dominava l'anticlericalisme i la demagògia, i tenia ampli camp la maçoneria, va rebre nombrosos atacs des del mateix moment en què va eixir al carrer. Sobre els joves que pregonaven el nom de La Verdad queien els insults dels altres periòdics murcians. També, al quiosc de l'estació de ferrocarril es negaven a la seua venda, i els paquets enviats als pobles murcians es perdien en el trajecte.

## Desenvolupament
En un terreny reduït, al que arribaren a publicar-se fins a cinc periòdics diaris (la majoria tancaven als pocs mesos de la seua aparició), La Verdad es va obrir pas, com a portaveu de la Federació Agrària de Sindicats, gràcies a la sèrie de conegudes signatures que van aparèixer en les seues pàgines i per l'amplitud d'objectius que va barallar, en obrir-se als pobles de la Vega Baixa del Segura, a la província d'Alacant i a altres d'Almeria, amb la publicació de fins a tres edicions diàries, i més de tres mil exemplars de tirada.
D'ençà que el periòdic va iniciar la seua edició diària fins hui, La Verdad ha reflectit fidelment el progrés de Múrcia i ha remarcat els esdeveniments més importants al llarg dels seus més de cent anys d'existència.
Impulsor constant de campanyes per a la consecució d'importants èxits per a Múrcia, com l'Escola de Comerç, la Universitat, el Conservatori de Música, més grups escolars..., va començar una florent etapa a mitjans dels anys vint, sota la direcció de Francisco Martínez García, qui arribaria a ser alcalde de Múrcia.